# Avicenita
La avicenita o avicennita es la forma mineral del óxido de talio (III) (Tl2O3).
Este mineral fue descrito por K. N. Karpova, E. A. Kon’kova, E. D. Larkin y V. F. Savel’ev en 1958, y recibió el nombre en honor al médico, filósofo y científico persa Abu 'Ali al-Husayn Ibn Abd Allah Ibn Sina, Avicena (980–1037), que vivió en Bujará (actual Uzbekistán).

## Propiedades
De color negro grisáceo, la avicenita es un mineral opaco de brillo metálico. Muy soluble en ácidos, tiene dureza 2 en la escala de Mohs, comparable a la del yeso. Es muy denso (8,9 g/cm³) y muy quebradizo. Muestra una fractura irregular, concoidea.
Cristaliza en el sistema cúbico, clase diploidal (2/m 3).
Bajo luz reflejada, tiene un color entre gris claro y gris medio.
El contenido en talio de la avicenita es próximo al 93%, pudiendo tener hierro como impureza.
Debido a la gran toxicidad del talio, la avicenita debe ser manejada con extremo cuidado; es necesario lavarse las manos después de tocarla, evitando la inhalación de polvo después de su ruptura o manipulación.

## Morfología y formación
La avicenita forma cristales de menos de 1 mm, algunos de ellos con caras octaédricas. También puede presentarse como granos porosos o como recubrimientos en carlinita (Tl2S).
Aparece como producto de oxidación de este último mineral en menas de oro carboníferas en calizas silicificadas y cuarzo.

## Yacimientos
La localidad tipo está situada en la aldea de Dzhuzumli, en la región de Samarcanda (Uzbekistán), donde aparece en una franja erosionada de una veta de hematita y calcita que corta calizas marmóreas y silicificadas cerca de una zona de contacto con granito-gneis.
La avicenita es un mineral muy escaso, existiendo yacimientos en China, en las prefecturas de Maanshan y de Qamdo (esta última en el Tíbet).
También en Groenlandia, en el complejo intrusivo de Ilímaussaq, así como en Estados Unidos, en las montañas Sheeprock (condado de Toole, Utah); en este lugar, se descubrió en 1987 un jasperoide con minerales de talio, siendo entre ellos la parapierrotita el más abundante.